# لاسلطوية رأسمالية

رمز التطوعية الذي يستخدم اللونين الأصفر والأسود الذين يرمزان معًا للاسلطوية الرأسمالية

اللاسلطوية الرأسمالية (وقد يسميها البعض لاسلطوية السوق الحر) هي فلسفة سياسية تدعو إلى إزالة الحكومة أو الدولة وإحلال سوق حر تماما مكانها. في المجتمع اللاسلطوي الرأسمالي، ينظر إلى أجهزة الشرطة والقضاء والجيش وجميع أجهزة إحلال الأمن والسلامة الأخرى على أنها شركات خاصة، تتنافس فيما بينها للحصول على رضا الجمهور، وليس كجهة حكومية مدعومة ماديا من قبل نظام ضرائب إجباري على الشعب. لا توجد قوانين وتشريعات في مجتمع لا سلطوي رأسمالي، لأن قوانين الطبيعة للسوق الحر -عكس قوانين الحكومات- ستعمل على إيصال المجتمع لنظام كامل.
في المجتمع الذي يعيش حالة اللاسلطوية الرأسمالية، يعمل جهازا الشرطة والقضاء وجميع الخدمات الاجتماعية بطريقة التعاقد الخاص لمتنافسين يختارهم الزبائن من بينهم، بدلًا من عملها مركزيّاً عبر فرض الضرائب الإجبارية. بالنسبة للنقود، وغيرها من المنتجات والخدمات، فتُكون مبذولة ومملوكة بشكل فردي وتنافسي في سوق حرة. تتم عملية تنظيم النشاطات الشخصية والاقتصادية مباشرةً عبر المُتضررين الذين يختارون عملاءهم في منظمات حل النزاعات الناتجة عن السوق ضمن إطار قوانين الضرر والعقود، بدلًا من القوانين المركزية الناظمة للعقوبات في الاحتكارات السياسية، وهو ما يعتبره الأناركيون الرأسماليون مواتيًا لازدهار الفساد من خلال الملكيّة الجماعية وتشويه مؤشرات السوق.
تُنظّم اقتصاديات التنظيم، مثل معايير الشركات، والعلاقات العامة، وعلامات المنتَج التجارية، وقواعد حماية المستهلك، والأخلاقيات، وعلاقات العمل تُنظّم جميعها بشكل طوعي من خلال تطبيق الرابطات التجارية المتنافسة، والجمعيات المهنيّة، ومنظمات المعايير؛ نظريّاً يؤسس هذا لوساطة السوق فيما يخص القرارات التجارية ويُتيح الفرصة للسوق للتواصل الفعّال بالمشاريع التجارية من خلال نقابات المستهلكين، بدلًا من التنظيم المالي للشركات الذي تفرضه الدولة إجباريّاً، وهو ما يراه الأناركيون الرأسماليون غير ذي جدوى بسبب الاستئثار التنظيمي.
تبنّى العديد من المنظّرون فلسفات قانونية مشابهة للاسلطوية الرأسمالية. على أي حال، في منتصف القرن العشرين، كان أول من استخدم المصطلح هو موراي روتبارد الذي وفّق بين عناصر من المدرسة النمساوية للاقتصاد والليبرالية الكلاسيكية وأفكار اللاسلطويية الفردانية الأمريكية من القرن التاسع عشر لكلّ من لايساندار سبونر وبينجامين تاكر (في نفس الوقت، رافضًا نظريتهما الخاصة بقيمة العمل والمعايير التي استخلصاها منها). في نموذج روتبارد الأناركي الرأسمالي، «يعمل المجتمع ضمن إطار مدوّنة قانونية تحرّرية متفق عليها وتكون مقبولة لدى الجميع، ويتعهد سلك القضاء بالالتزام بها». سيعترف هذا العقد بالسيادة الفردية، والملكية الخاصة، والعقود، وقانون الضرر، ويُظهر التزامًا بقانون عدم الاعتداء.
يختلف الأناركيون الرأسماليون عن أنصار الدولة الحارسة، الذين ينادون بنموذج الدولة الحارسة على نطاق صغير، تكون قائمة على الديمقراطية الجيفرسونية، ويقتصر عملها على حماية الأفراد وممتلكاتهم من الاعتداء الداخلي والخارجي؛ كما يختلفون عن الأناركيين الذين يعارضون الملكية الخاصة لوسائل الإنتاج (الأدوات، المصانع، والمواد الخام، إلخ)، والإيجارات وغيرها من جوانب الرأسمالية.

## الفلسفة

### الأخلاقيات
ينادي الأناركيون الرأسماليون بإقامة مجتمع مبنيّ على التبادل الطوعي للملكية الخاصة والخدمات (باختصار، لجميع العلاقات التي يعتقدون أنها ناتجة عن التهديد أو العنف، بما فيها تبادلات النقود، والمنتجات الاستهلاكية، والأرض والسلع الإنتاجية) في سبيل خفض الصراع ورفع مستوى الازدهار والحرية الفردية. إضافة لما سبق، فهم يعتبرون الأعمال الخيرية والإجراءات الجماعية جزءًا من الأخلاقيات الطوعية. رغم أن الأناركيين الرأسماليين معروفون بتشديدهم على حق الملكية الخاصة (الفردية أو المشتركة أو غير العامة)، فالبعض يذكر أن الملكية العامة المجتمعية غير التابعة للحكومة يمكن لها أن توجد في المجتمع اللاسلطوي الرأسمالي. بالنسبة لهم تكمن الأهمية في كونها مكتسبة أو منقولة بدون تدخل أو إعاقة من إجراء حكومي إجباري. يؤمن الأناركيون الرأسماليون الأخلاقيون أن الوسيلة الوحيدة العادلة والنافعة اقتصاديّاً لاكتساب الملكية تتمّ من خلال التبادل الطوعي، والهبة، أو التملّك بالاستيلاء على أساس العمل، لا عبر وسائل الاعتداء أو الاحتيال.
يرى الأناركيون الرأسماليون رأسمالية السوق الحرة كقاعدة للمجتمع الحر والمزدهر. يذكر موراي روتبارد، وهو مَن يُنسب إليه صكّ مصطلح اللاسلطوية الرأسمالية، يذكر أن الفرق بين رأسمالية السوق الحرة و«رأسمالية الدولة» هو نفسه الفرق بين «التبادل الطوعي المسالِم» والشراكة المتواطئة بين قطاع الأعمال التجارية والحكومة التي تلجأ إلى القسر لتقويض السوق الحرة. وهكذا فمصطلح «الرأسمالية» الذي يستخدمه الأناركيون الرأسماليون يختلف عن رأسمالية الدولة الاحتكارية، ورأسمالية المحاسيب، والنقابوية، والاقتصادات المختلطة المعاصرة، حيث تتمكن الدولة من تعديل حوافز السوق أو العوامل المثبطة فيه. لهذا السبب يرفض الأناركيون الرأسماليون الدولة، إذ يعتبرونها كيانًا يسرق الملكية (عبر فرض الضرائب والمصادرة)، تبدأ بالعدوان، وتنفذ احتكارًا إجباريّاً على استخدام القوة، وسلطاتها القسرية لإفادة بعض الأعمال التجارية وبعض الأفراد على حساب بعضهم الآخر، وتخلق احتكارات مصطنعة وتكبّل التبادل والحريات الشخصية من خلال قوانين، والتعليم الإلزامي، والتجنيد الإجباري، والقوانين الناظمة للطعام والأخلاق.
يعتقد الكثير من الأناركيين أن الرأسمالية شموليّة بطبعها ونظامٌ هرميّ، ويسعون لإلغاء الملكية الفردية. ثمة خلاف بين الأناركيين والأناركيين الرأسماليين بهذا الشأن، نظرًا لرفض الأناركيين العامّ الاعترافَ باللاسلطوية الرأسمالية كشكل من اللاسلطوية ويعتبرونها تناقضًا لفظيّاً، في حين أن الأناركيين الرأسماليين يؤمنون بأن إلغاء الملكية الفردية سيستلزم تطبيق المصادرة وهو فِعل ضارّ كونه سيعني الحاجة إلى فكرة الدولة. يضع مخطط نولان البياني للطيف السياسي الأناركيين الرأسماليين على أقصى طرف في ربع الدائرة الليبرتاري بما أنهم يرفضون تدخل الدولة في الشؤون الاقتصادية والشخصية.
يحاجج الأناركيون الرأسماليون بأن الدولة تعتمد على مبادأة العنف نظرًا لاستطاعتها استخدام القوة ضد أولئك الذين لم يسرقوا ملكية شخصية، ولم يتسببوا بالضرر للمتلكات العامة، ولم يهاجموا أحدًا، ولم يقوموا بعمليات احتيال. ويرى الكثيرون أن الاحتكارات المدعومة حكوميّاً تميل إلى كونها فاسدةً وغير فاعِلة. يعتقد موراي روتبارد أن جميع الخدمات الحكومية، بما فيها الدفاع، غير فعّالة لأنها تفتقر إلى آلية تحديد سعر قائمة على السوق تنظّمها القرارات الطوعية للمستهلكين الذين يشترون تلك الخدمات التي تلبي احتياجاتهم ذات الضرورة القصوى والمستثمرين الذين يبحثون عن أنفع المشاريع ليستثمروا فيها. كما يرى العديد من الأناركيين الرأسماليين أن الدفاع الخاص ومنظمات القضاء الخاصة ستضطر للحفاظ على سمعتها إذا ما رغبت بالاستمرار في أداء عملها. إضافة إلى ذلك، يذكر كلّ من ليندا وموريس تانهيل أنه لا يمكن لأي قوة احتكارية قسرية أن تقوم على سوق حرة بحقّ، وأنه لا يمكن للحكومة أن تتخلى عن مواطنيها لصالح وكالة دفاع وحماية فعّالة.

### الملكية

#### الملكية الخاصة
اللاسلطوية الرأسمالية الروثبارديانية هي مفاهيم الملكية الذاتية، والاعتماد الأصلي الذي يجمع بين الملكية الشخصية والملكية الخاصة:
يملك كل شخص جسمه المادي، مثلما يملك أيضًا كل الأماكن، والسلع التي تعطيها الطبيعة، التي يأخذها ويستخدمها لصالح جسمه، بشرط ألا يوجد شخص آخر قد أخذها، أو استخدمها قبله، ومن حق الشخص الذي اعتمد أصلًا هذه الأماكن والسلع استخدامها، والتصرف بها بالطريقة التي يراها مناسبة، بشرط ألا يضرّ بسلامة الأماكن والسلع المُعتمدة أصلًا من قِبل شخص آخر. وعندما تُخصّص البضاعة أو المكان لأول مرة يحدث ما يُعرَف بالاختلاط بالعمل بحسب مفهوم جون لوك، والذي يلا يمكن عبره الحصول على الملكية إلا عن طريق النقل الطوعي –التعاقدي- للملكية من مالك سابق إلى مالك حالي.
هذا هو أساس حقوق الملكية اللاسلطوية الرأسمالية، ونقاط اختلافها عن الأشكال الجماعية للأناركية كالأناركية الشيوعية، التي يحدث التحكم فيها في وسائل الإنتاج من قبل المجتمع بأسره، وتُجمع منتجات العمل، وتُوزّع وفقًا للحاجة (التي ستُحَدّد وتُطبَّق بشكل جماعي).
يقف الأناركيون الرأسماليون مع الملكية الفردية، أو المُشتركة (أي الخاصة) لوسائل الإنتاج، ومُنتجات العمل بغض النظر عن احتياج الفرد، أم عدمه. فبحسب قول روثبارد «إذا كان لكل شخص الحق في امتلاك جسده، وإذا احتاج استخدام أو تحويل الأشياء المادية الموجودة في الطبيعة من أجل بقائه، فمن حقه أن يملك المُنتج الذي صنعه.» بعد انتقال الملكية للشخص من خلال عمله عليها، يصبح من الممكن تبادلها بشكل مشروع عن طريق المتاجرة بها، أو إهدائها، وتُعتبر عمليات النقل القسري غير قانونية. يسمح التخصيص الأصلي للفرد بالمطالبة بأي مصادر لم تُستَخدَم مُسبقًا، بما فيها الأراضي، وعن طريق تحسينها، أو استخدامها بأي طريقة أخرى سيملكها بحق مطلق مثلما يملك جسده. وفقًا لروثبارد، لا يمكن أن تتحقق الملكية إلا من خلال العمل، ولذلك لا يكون الاستيلاء شرعي على أرض ما لمجرد المطالبة بها، أو بناء سياج حولها، بل يكون فقط عن طريق استخدام الأرض، ومزج العمل معها، ويبين أيضًا «إن أي محاولة للمطالبة بمورد جديد غير مستخدم، لكنه مملوك من قبل شخص ما سيُعتبر انتهاكًا لحق الملكية.» ويجادل روثبارد بأنه لا يوجد حاجة للاستمرار باستخدام المورد حتى يبقى ملكًا للشخص؛ لأنه بمجرد اختلط عمله مع المورد الطبيعي ستبقى الأرض (أو المورد) ملكه، فقد اختلط عمله بشكل غير قابل للعكس مع الأرض، ولذلك الأرض له إلى الأبد. من الناحية العملية يدرك الرأسماليون الأناركيون أن هناك عدد قليل (في حال وجد) من المصادر التي تُركت ولم يحصل عليها أحد ما؛ بسبب انتهاك مبدأ المسكن من خلال استيلاء الدولة عليها، أو استيلاء أشخاص آخرين بمساعدة الدولة عليها. يقول روثبارد: «لا تكفي المطالبة ببساطة بالدفاع عن حقوق الملكية الخاصة، ويجب وجود نظرية مناسبة من أجل الوصول للعدالة في حقوق الملكية، وأي ممتلكات ستعلن عنها الدولة بأنها خاصة يجب الدفاع عنها من قبل التحرريين، بغض النظر عن مدى قسوة الإجراء أو مدى الأذى الذي تترتب عليه عواقب ذلك.»
يقول روثبارد في العدالة وحق الملكية: «يجب إعادة الملكية لأي مالك معروف (الضحية الأصلية للسرقة، أو وريثه).» وفي حالة العبودية، يبين روثبارد إنه في كثير من الحالات يمكن التعرف على المزارع القديمة، وعلى ورثة وأحفاد العبيد السابقين، وقد تكون التعويضات التي سينالونها مُحدّدة بشكل واضح، ويعتقد بأن العبيد يمتلكون الحق في أي أرض أُجبروا على العمل عليها بموجب مبدأ المسكن.

ينادي روثبارد بمصادرة الملكية في حال كونها مملوكة للدولة، وعودتها إلى القطاع الخاص، فبرأيه أي ممتلكات موجودة في أيدي الدولة هي في أيدي لصوص، ويجب تحريرها بأسرع ما يمكن، فمثلًا يقترح أن يستولي الطلاب والهيئة التدريسية على الجامعة بموجب مبدأ المسكن، ويدعم روثبارد مصادرة الملكية الخاصة الاسمية إذا كان السبب الأولي للحصول عليها هو سلطة الدولة، مثل الشركات التي تتلقى المنح والإعانات، ويقترح مصادرة الشركات التي تحصل على 50% على الأقل من تمويلها من الدولة، ويقول: «إن ما نعترض عليه نحن التحرريين ليس الحكومة بحد ذاتها، بل الجريمة التي ترتكبها، إن ما نعترض عليه هو سندات الملكية غير العادلة، أو الجنائية، وما نسعى له ليس ملكية خاصة في حد ذاتها، بل فقط ملكية خاصة بريئة، وغير جنائية» وبشكل مشابه يقول كارل هيس «تريد التحررية النهوض بمبادئ الملكية، لكنها لا تريد الدفاع عن أشكال الملكية التي تسمى الآن بالخاصة، فقد سُرق الكثير من هذه الممتلكات، ويوجد الكثير من الأمور المشكوك بها، فكلّها مُتشابكة بنظام قهري لا أخلاقي". وبقبول الرأسماليين الأناركيين لتعريف بديهي للملكية الخاصة، وحقوق الملكية فهم ينكرون شرعية الدولة بحسب مبدأ:
بغض النظر عن وجوب محاكمة جميع الأنشطة غير المبررة مثل القتل العمد، والاغتصاب، والتعدي، والسطو، والسرقة، والاحتيال، لا تتفق أخلاقيات الملكية الخاصة على وجود دولة تعمل كوكالة تحتكر بشكل إلزامي اتخاذ القرارات النهائية (السلطة القضائية) على إقليم معين، و/أو لها الحق في فرض الضرائب.